# ユムジャーギィン・ツェデンバル
ユムジャーギィン・ツェデンバル（モンゴル語: Юмжаагийн Цэдэнбал、ᠶᠠᠭᠤᠮᠠᠵᠢᠭ᠎ᠠ ᠶᠢᠨ

ᠴᠡᠳᠡᠨᠪᠠᠯ、ラテン文字表記の例：Yumjaagiin Tsedenbal、1916年9月17日 - 1991年4月20日）は、モンゴル人民共和国の政治家。モンゴル人民共和国元帥。

## 経歴

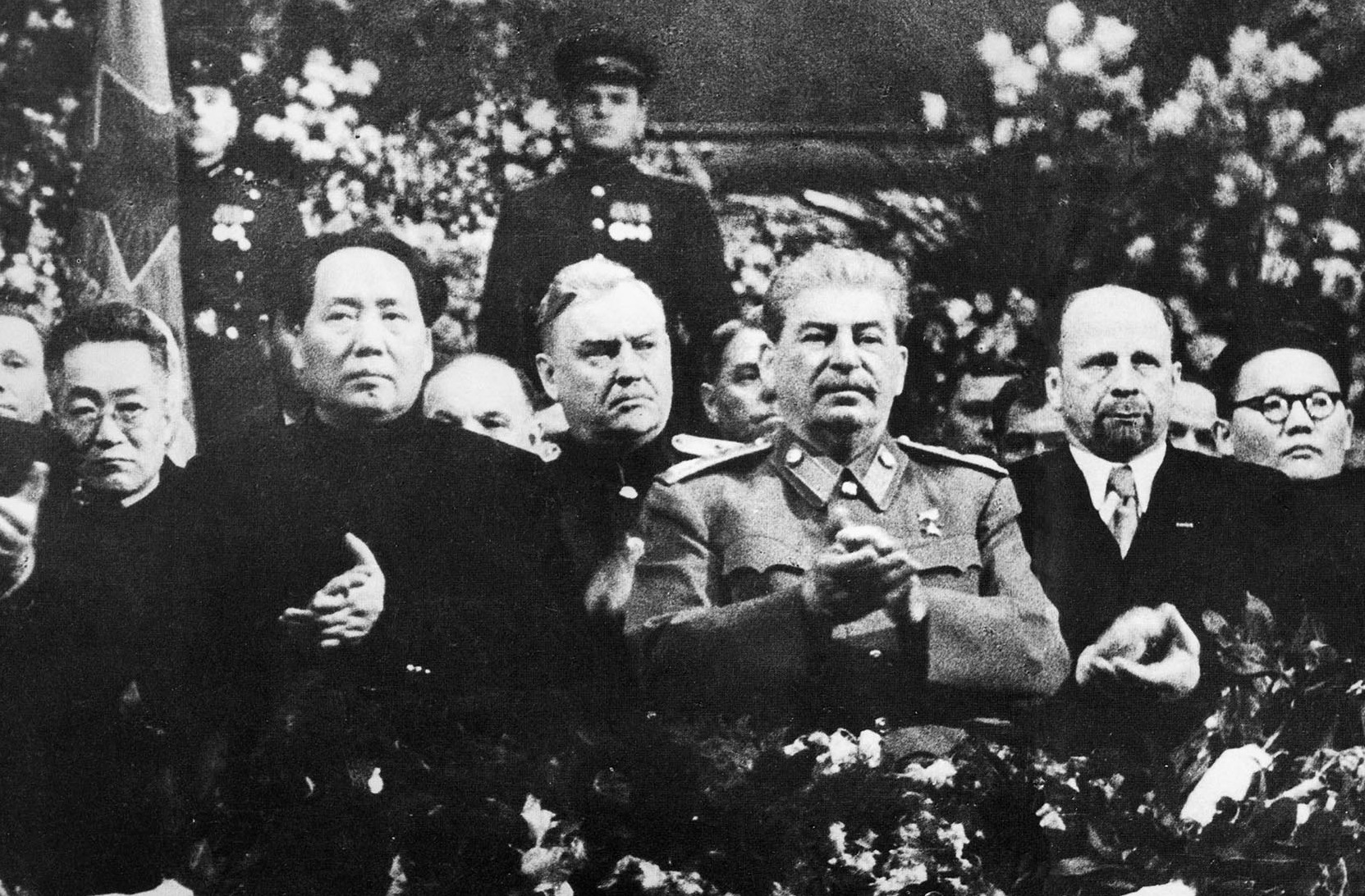
ヨシフ・スターリンの70歳の誕生日を祝う毛沢東（左）、ブルガーニン（後列左）、スターリン（中央）、ウルブリヒト（右）、ツェンデンバル（後列右）

1916年9月17日に大モンゴル国のオヴス県に誕生する。イルクーツク財務学院を卒業し、1940年3月から4月のモンゴル人民革命党第10回党大会において、24歳の若さで党書記長に就任した。第一次インドシナ戦争ではベトナムを支援した。
ホルローギーン・チョイバルサンの死後、1952年5月28日に閣僚会議議長（首相）に就任。1954年4月には党書記長職を退き、後任にダーシン・ダンバが第一書記に選出された。ソビエト連邦でのスターリン批判に呼応してチョイバルサン批判・チンギス・ハーン批判を行う。それに反対したとしてニャムボー、トゥムルオチルなどが民族偏向主義者として追い落とされた。
1958年に党書記長に再度選出される。1960年に憲法改正を行い、国民の権利を幅広く認める反面、社会主義体制を支持する義務を国民に課した。また、ダルハン市を建設した。
1960年代から表面化した中ソ対立では、一貫してソビエト連邦支持の姿勢を取った。1960年代に中華人民共和国を批判する書簡を送ったり、1970年代後半にも中国の脅威に対して、「火薬を乾かしておく必要がある」と話したという。この結果、もともと地政学的に難しいモンゴルの国家的存立は保障されたものの、ソ連に依存・癒着した政治体制が続くこととなった。
1972年2月24日には日本とモンゴルの間に国交を樹立させ、1977年8月25日には経済協力協定を締結してノモンハン事件の賠償金を得た。
1974年6月11日の第8期人民大会議第3回会議において首相職をジャムビィン・バトムンフに譲り、国家元首である人民大会議幹部会議長に満場一致で選出された。1979年8月14日、ハルハ河戦勝40周年記念に際して、モンゴル人民共和国元帥の称号を授与され、17日に授与式が開催された。またモンゴルの最高栄誉であるスフバートル勲章を5回、レーニン勲章も3回受章するなど、地位・名誉ともに最高を極めた。ただロシア人女性アナスタシア・フィラトワと結婚するなど、国民の評判は芳しくなかった。
1980年代は認知症が原因とも噂される記憶喪失症を抱えながら、書記長職にあった。党政治局会議では、議長を務めながら同じことを繰り返し聞き返したといわれ、党幹部のモロムジャムツやマイダルが傍らで補佐した。1981年の党大会以後は、その疑い深い性格が蘇り、多くの党・政府幹部が解雇され、国内の不満が昂じはじめる。しかも中ソ関係の改善が進み、従来からのソ連指導部による支持も得難くなっていた。
1983年11月にソ連共産党政治局会議においてモンゴル問題が提起され、ツェデンバルの辞職が本格的に検討され始めた。そして1984年2月の政治局において、健康状態の悪化による「自発的辞任」が決定される。同年夏、ツェデンバルが例年の健康診断のためにモスクワに向かったところ、医師団は8月3日、重体により「職務遂行不可能」とする診断書に署名。ソ連指導部はこの診断結果をモンゴル指導部に通知した。8月23日、人民革命党中央委員会第8回臨時総会は、ツェデンバルを書記長および政治局員から解任、後任にバトムンフ首相を選出した。また同日、人民大会議第5回臨時本会議においても人民大会議幹部会議長から解任され、議長職は空席とされた。
晩年はモスクワに家族で居住し、その地で死去した。

## 逸話
1978年に放送されたNHK特集「大草原のまつり ～モンゴルをゆく」では、ツェデンバルがナーダムの開祭宣言を行なっている（バトムンフらもその傍らに映っている）。

## 著書
- 『社会主義モンゴル発展の歴史』新井進之（訳）、恒文社、1978年7月30日。

## 関連文献
- モンゴル人民革命党中央委員会宣伝部、宮地亮一（編）、1977年9月15日『モンゴル人民共和国のすべて : Ю.ツェデンバルの指導する国』木村肥佐生（訳）、宮地亮一。